# Жункал-ду-Кампу
Жункал-ду-Кампу (порт. Juncal do Campo)  —  район (фрегезия) в Португалии,  входит в округ Каштелу-Бранку. Является составной частью муниципалитета  Каштелу-Бранку. По старому административному делению входил в провинцию Бейра-Байша. Входит в экономико-статистический  субрегион Бейра-Интериор-Сул, который входит в Центральный регион. Население составляет 500 человек на 2001 год. Занимает площадь 22,18 км².